# Kamil Drygas
Kamil Drygas, né le 7 septembre 1991 à Kępno, est un footballeur polonais. Il occupe actuellement le poste de milieu de terrain offensif au Miedź Legnica.

## Biographie

### Les débuts avec le Lech Poznań
Formé au Lech Poznań, Kamil Drygas fait ses débuts avec les juniors, avant d'incorporer l'équipe réserve en 2008. Il y fait quelques apparitions, mais est laissé le plus souvent à disposition des moins de dix-huit ans. Alors qu'il n'a pratiquement pas fait ses preuves en réserve, Drygas signe son premier contrat professionnel en 2009. En confiance, il accumule les matches en Młoda Ekstraklasa, le championnat des réserves, et marque même de nombreux buts. Il devient ainsi, avec huit réalisations, le meilleur buteur de son club, troisième du championnat.
Alors qu'il n'a toujours pas joué un match avec l'équipe première, Drygas est appelé dans le groupe pro lors de sa préparation estivale, à l'aube de la saison 2010-2011. Performant en matches amicaux, le jeune Polonais convainc son entraîneur, qui à la surprise générale le titularise en Ligue des champions, contre le Sparta Prague. Proche de marquer son premier but, il joue les quatre-vingt-dix minutes, et est félicité en fin de rencontre par Jacek Zieliński, malgré la défaite. Après une fin de mercato agitée du côté de Poznań, marquée par plusieurs arrivées dans le domaine  offensif, Drygas est mis sur le banc, mais aussi à disposition de l'équipe réserve lors de ses matches importants.

## Palmarès
- Vainqueur de la Coupe de Pologne : 2014
- Vainqueur de la Supercoupe de Pologne : 2014